# Liebenburg (Liebenburg)
Die Liebenburg war eine mittelalterliche Spornburg in Liebenburg in Niedersachsen, die zwischen 1292 und 1302 entstanden ist und mit ihren sieben Türmen als eine der stärksten Burgen im Harzvorland galt. Heute sind nur noch einzelne Teile der Vorburg wie Wehrtürme und Abschnitte der Ringmauer vorhanden, die ab den 1990er Jahren aufwändig saniert wurden. Die Burganlage, die im Laufe der Jahrhunderte durch Kriegseinwirkungen stark beschädigt worden war, ließ der Fürstbischof des Hildesheimer Hochstifts Clemens August 1750 abreißen. An ihrer statt errichtete er ein nicht vollendetes barockes Lust- und Jagdschloss mit der Schlosskirche Mariä Verkündigung, das sich heute in Privatbesitz befindet.

## Baubeschreibung

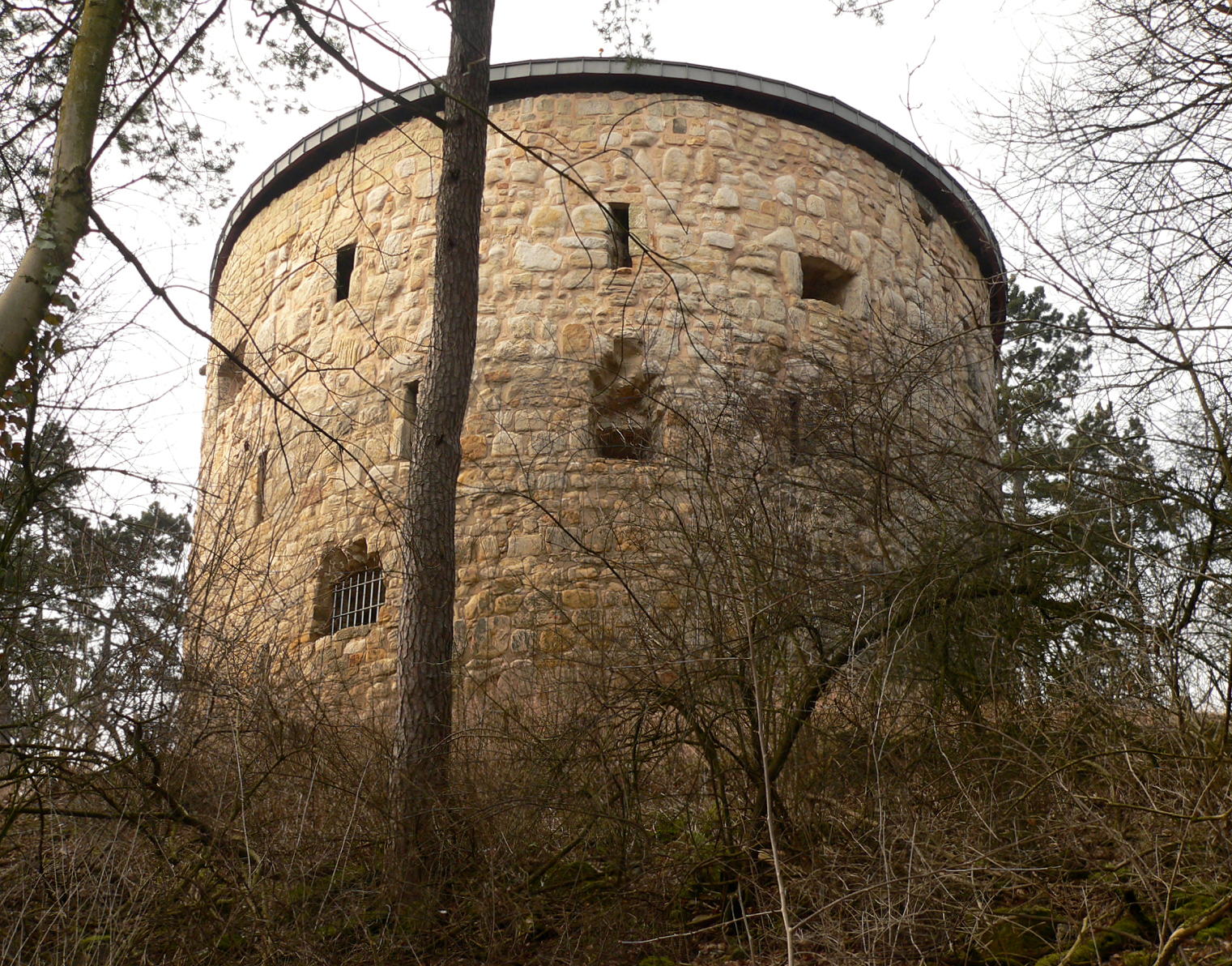
Außerhalb der Burg gelegener „Hausmannsturm“, ein Wart- und Geschützturm

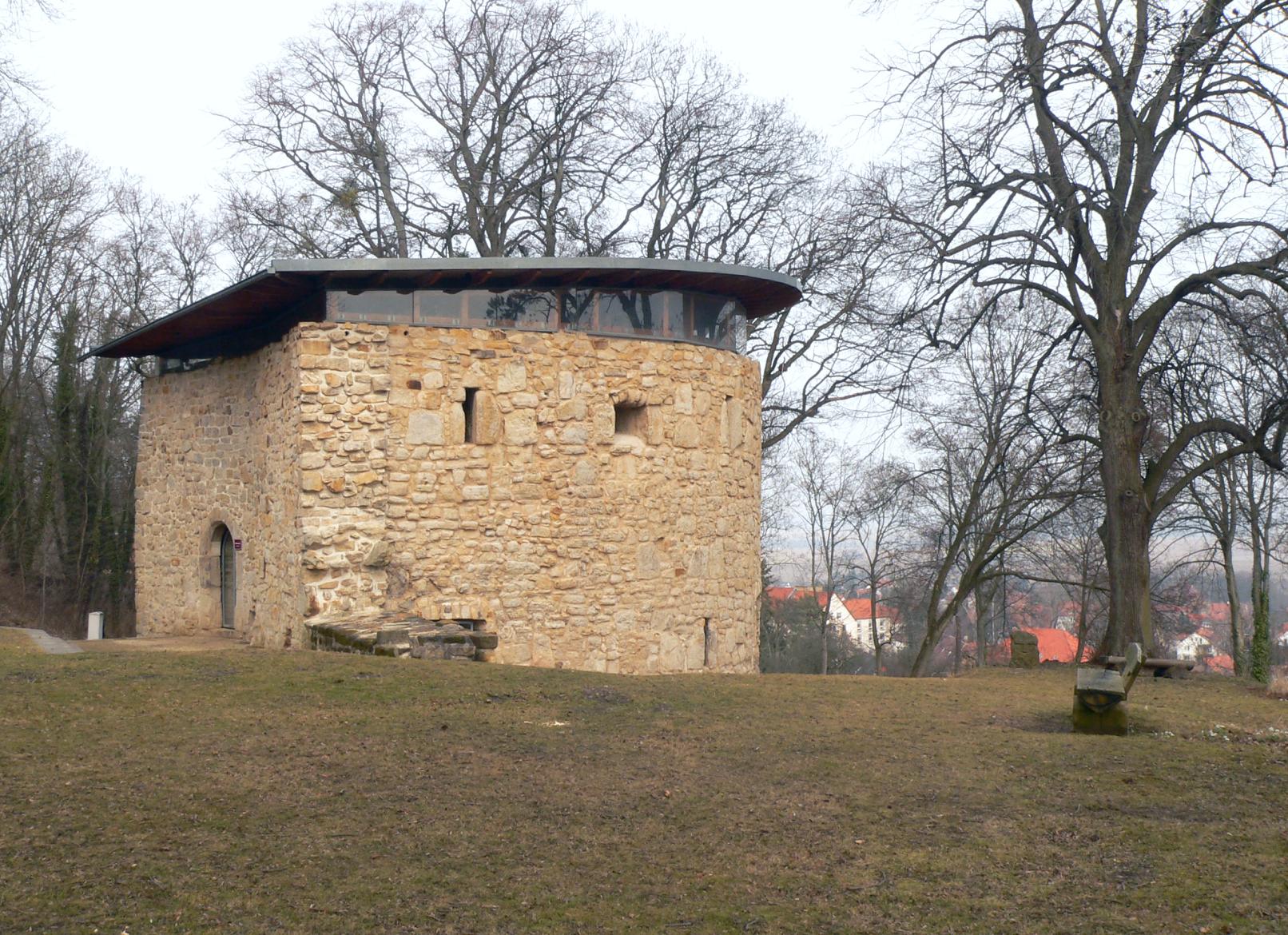
Bastionsartiger Flankierungsturm an der nicht mehr vorhandenen Ringmauer

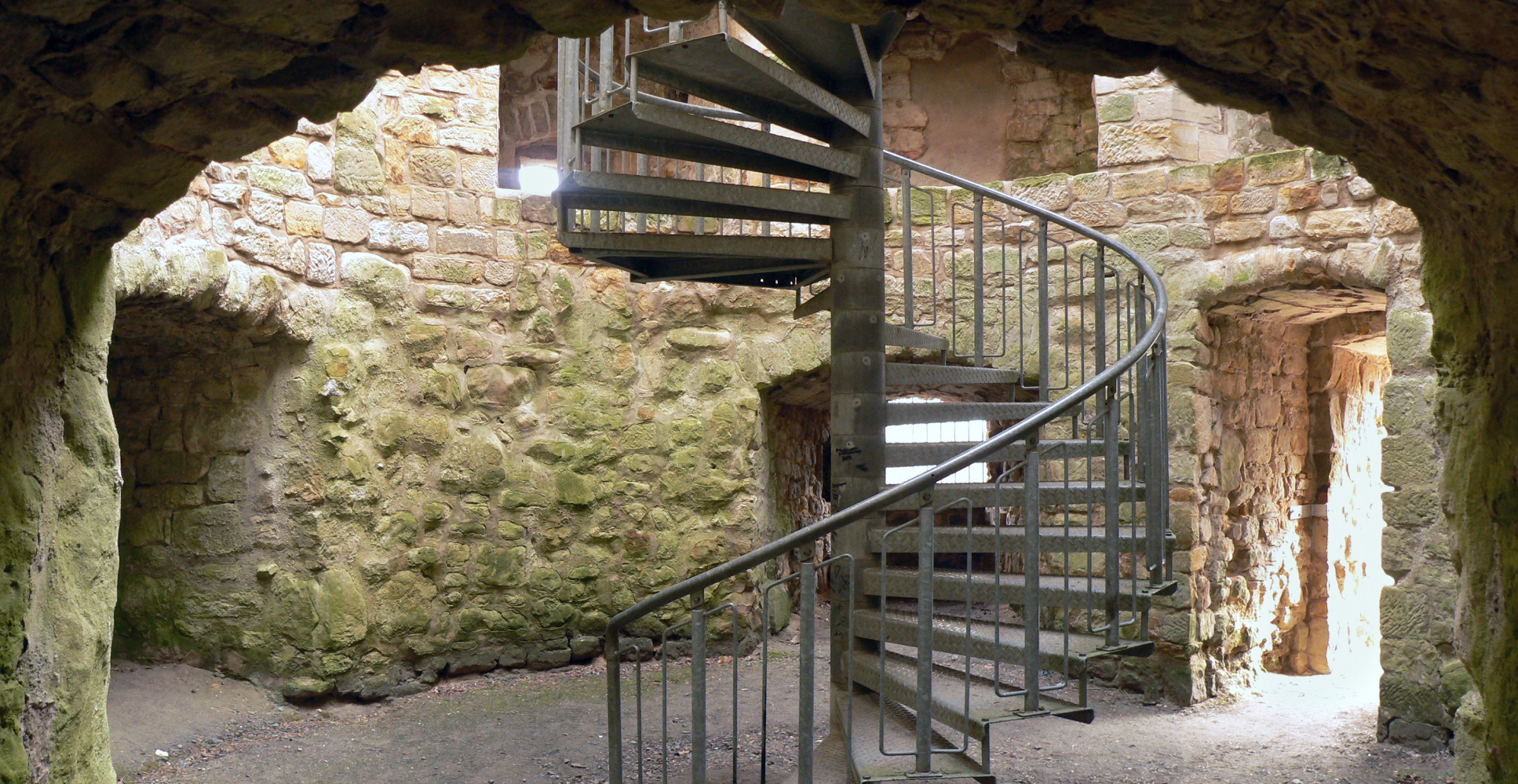
Das Innere des Hausmannsturms

Die Burganlage lag in erhöhter Lage auf einem Bergsporn am Osthang eines Ausläufers des Salzgitter-Höhenzuges. Heute sind noch wenige Teile der Anlage vorhanden. Dazu zählen drei der sieben Türme, darunter der mächtige Hausmannsturm, ein Wehrturm der Ringmauer und der Sockel eines Wehrturms. Außerdem sind einige Abschnitte der Ringmauer bei einer Sanierung wieder hergerichtet worden.
Der Hausmannsturm auf einem künstlichen Hügel mit umgebendem Wall wurde als Bergfried und Wachturm außerhalb der früheren Burganlage am Ende des 15. Jahrhunderts errichtet. Er verfügt über mehrere Meter starke Wände und zahlreiche Schießscharten in Mauernischen. Der Turm diente dem Überblick und der Absicherung der Burg gegen Angriffe über den Höhenzug, der von der Burg nicht einsehbar war. Da der Turm zunehmend verfiel, war er ab den 1970er Jahren lange Zeit abgesperrt. Ein örtlicher Verein zur Rettung von Baudenkmalen spendete 1991 zum Besteigen des Turms eine Wendeltreppe im Inneren. Im Jahre 2005 wurde das durch Witterungseinflüsse zunehmend geschädigte Mauerwerk des Turms saniert. Nach Abschluss dieser Maßnahmen dient der Hausmannsturm heute als Aussichtsturm.
Der Flankierungsturm als markanter Wehrturm an der Ostflanke der Ringmauer ist 1290 errichtet worden. Er ist bei einer Totalsanierung 2003 mit einem modernen Flachdach versehen worden und wird seitdem als Veranstaltungsobjekt genutzt.
Der Schulmeisterturm ist ein früherer Wehrturm an der Ringmauer, von dem nur noch der Sockel vorhanden ist. Seit seiner Teilsanierung im Jahre 2002 dient er als Aussichtsplattform über die Orte der Umgebung.
Im Jahre 2005 wurden Teile der einst mächtigen Ringmauer saniert. Dabei wurde bei Baggerarbeiten ein unterirdischer Geheimgang mit 2,2 m Höhe und 0,7 m Breite freigelegt, der aus der Burg herausführt. Ein zugemauerter Abzweig führte vermutlich in nördlicher Richtung zum außerhalb gelegenen Hausmannsturm und diente der Versorgung der Turmbesatzung.

## Geschichte

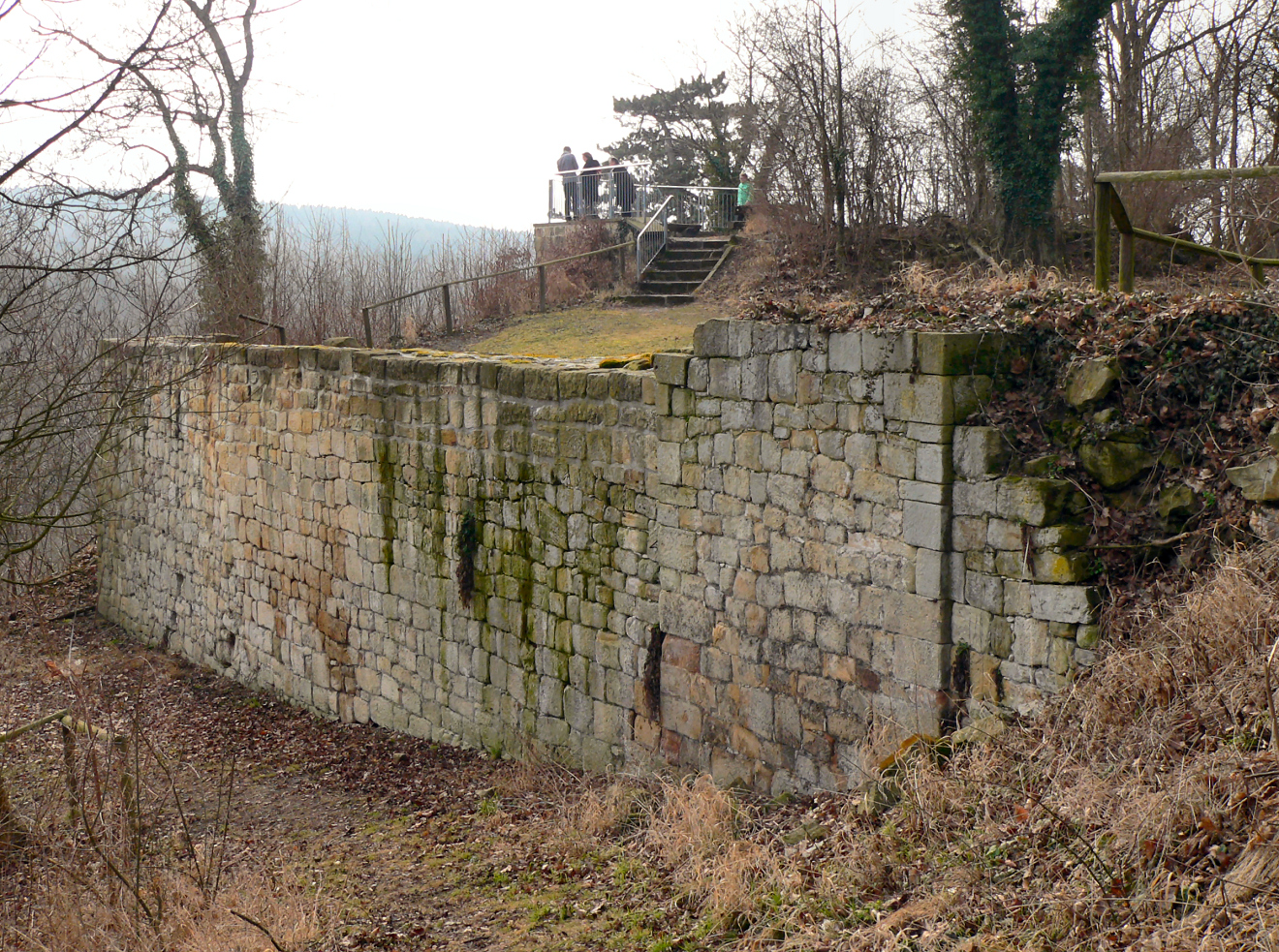
Aussichtsplattform auf dem Sockel des früheren Schulmeisterturms

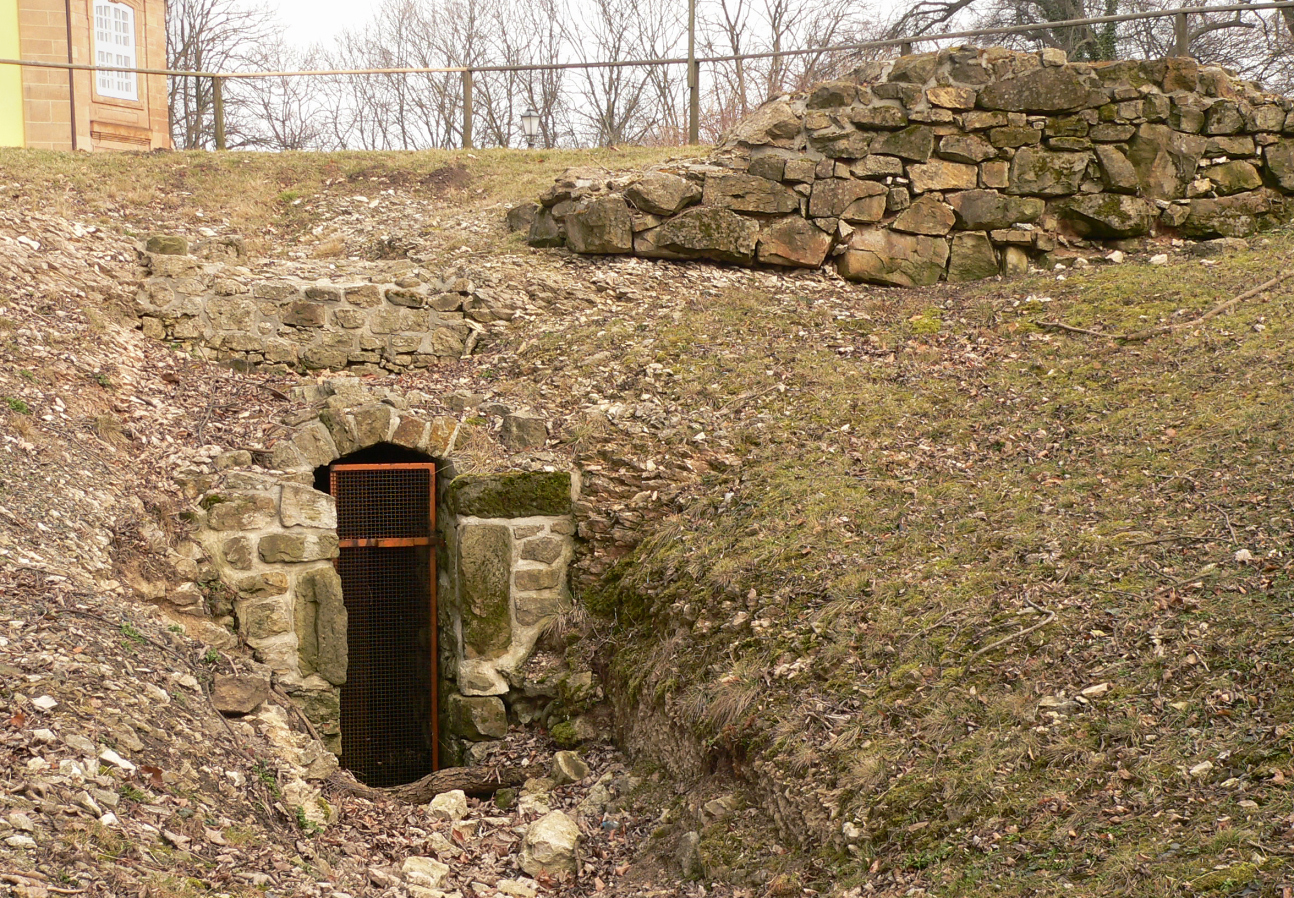
Der 2005 entdeckte, unterirdische Geheimgang

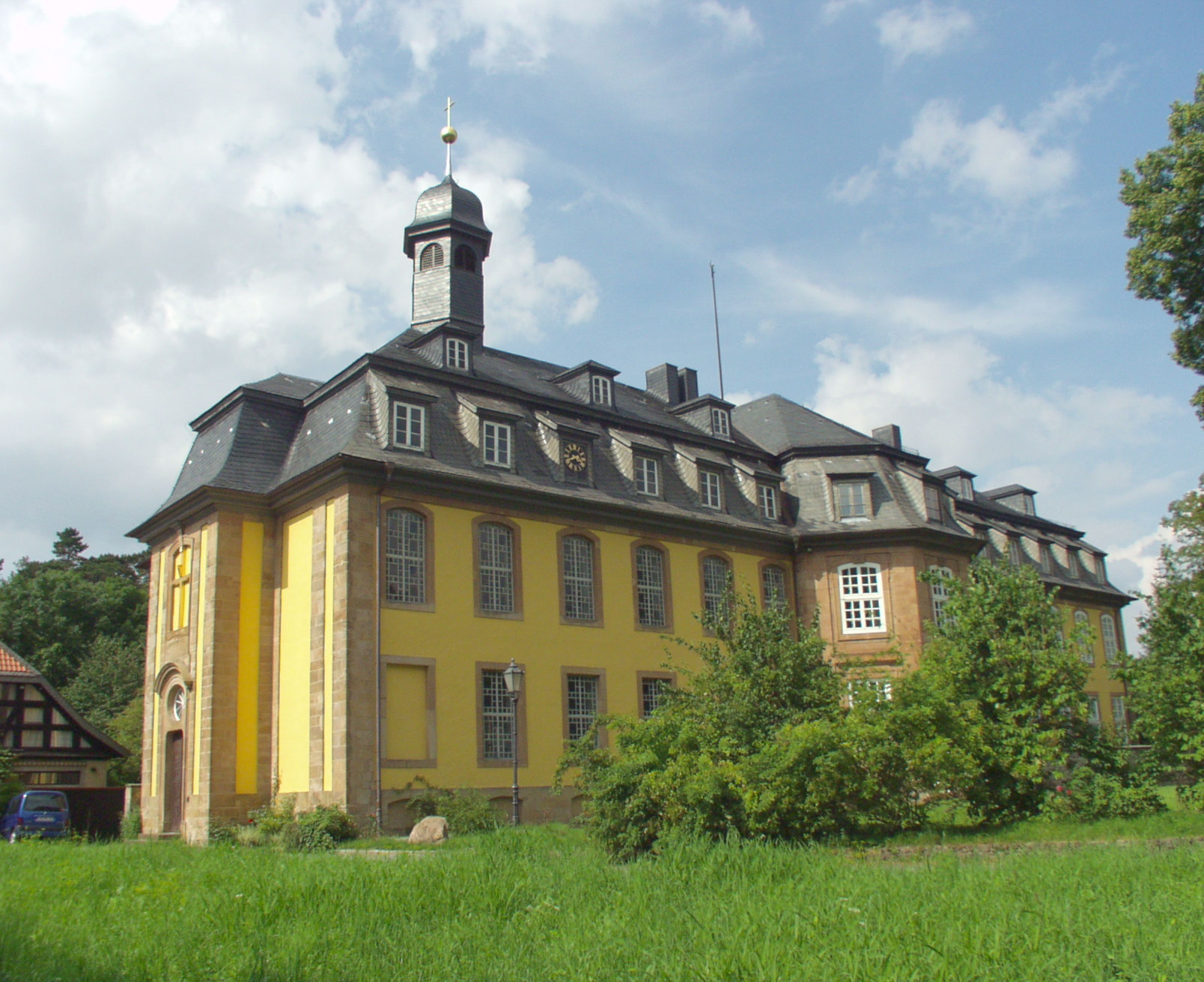
Das 1760 fertiggestellte Schloss Liebenburg mit Schlosskirche am Standort der früheren Burg

Um das Jahr 1292 ließ der Hildesheimer Bischof Siegfried II. die ursprünglich als „Levenborch“ bezeichnete Anlage erbauen. Die Burg schützte das Hochstift Hildesheim an seiner östlichen Grenze gegen die Herzöge von Braunschweig. 1366 kam die Burg als Pfandbesitz an die Stadt Braunschweig, der sie als Stützpunkt des Handelsweges nach Goslar diente. Im weiteren 14. und 15. Jahrhundert saßen auf der Burg Adlige als Pfandsitzer. Darunter waren unter anderem Angehörige der Familien von Schwicheldt und von Cramm. Die in der Hildesheimer Stiftsfehde nicht in Mitleidenschaft gezogene Liebenburg kam 1523 an Herzog Heinrich der Jüngere von Braunschweig-Wolfenbüttel. Er versteckte 1541/1542 seine Geliebte Eva von Trott mit ihren drei jüngsten Kindern auf der Burg, die hier ihr neuntes Kind gebar.
1542 zogen Truppen des Schmalkaldischen Bundes auf der Liebenburg ein, die das Braunschweiger Land besetzt und den Herzog vertrieben hatten. 1547 kehrte der Herzog wieder in sein Land zurück. 1552 eroberte Graf Vollrad von Mansfeld die Burg und hielt sie für kurze Zeit besetzt. Während des Dreißigjährigen Krieges war die Liebenburg 1625 zeitweise das Hauptquartier Wallensteins. Zu starken Zerstörungen kam es 1633 beim Eindringen schwedischer Truppen. Die kaiserliche Besatzung hatte die Burg über Nacht überraschend verlassen, vermutlich durch den 2005 wiederentdeckten, unterirdischen Geheimgang. 1641 nahmen kaiserliche Truppen die Burg nach Beschuss wieder ein. Gegen Ende des Dreißigjährigen Krieges kam die Burg 1643 durch einen Friedensvertrag an das Hochstift Hildesheim zurück, das der ursprüngliche Erbauer der Anlage war.
Das Lust- und Jagdschloss mit Kapelle anstelle der Burg, das im 18. Jahrhundert errichtet werden sollte, konnte nicht fertiggestellt werden, da 1756 der Siebenjährige Krieg ausbrach. Aus Geldmangel wurde nur der Westteil vollendet. Im 19. Jahrhundert hatten das Amt Liebenburg und das Amtsgericht ihren Sitz im Schloss. Während das Amt 1885 aufgelöst wurde, blieb das Amtsgericht bis zu seiner Verlegung 1959 nach Salzgitter im Schloss. Seit 1974 ist das Schloss Wohn- und Wirkungsstätte des Künstlers Gerd Winner.